# آقابیل سفلی
آقابیل سفلی، روستایی از توابع بخش مرکزی شهرستان فریمان در استان خراسان رضوی ایران است.

## جمعیت
این روستا در دهستان بالابند قرار دارد و براساس سرشماری مرکز آمار ایران در سال ۱۳۸۵، جمعیت آن ۶۴ نفر (۱۴خانوار) بوده‌است.